# Sphaeriida
Ordre
Les Sphaeriida sont un ordre de mollusques bivalves du super-ordre des Imparidentia. Ces espèces se rencontrent dans tous les milieux liquides depuis l'eau douce jusqu'à l'eau de mer.

## Liste des super-familles et familles
Selon World Register of Marine Species (20 mai 2025) :
- Super-famille des Sphaerioidea Deshayes, 1855 (1820)
  - † Famille des Kijidae C. M. Kolesnikov, 1977 †
  - † Famille des Limnocyrenidae C. M. Kolesnikov, 1977 †
  - † Famille des Neomiodontidae R. Casey, 1955 †
  - † Famille des Sibireconchidae C. M. Kolesnikov, 1977 †
  - Famille des Sphaeriidae Deshayes, 1855 (1820)

## Systématique
L'ordre des Sphaeriida est décrit en 2019 par les malacologistes, respectivement américain, allemand, et espagnol, Sarah Lemer (d), Rüdiger Bieler (d) et Gonzalo Giribet (d),.

### Publication originale
- [2019] (en) Lemer, S., Bieler, R. et Giribet, G., « Resolving the relationships of clams and cockles: dense transcriptome sampling drastically improves the bivalve tree of life », Proceedings of the Royal Society B: Biological Sciences, vol. 286, no 1896,‎ 13 février 2019, p. 20182684 (DOI 10.1098/rspb.2018.2684, lire en ligne).